# Entertainment One
Entertainment One Ltd., послује као eOne, канадско је предузеће које се првенствено бави аквизицијом, дистрибуцијом и производњом филмова и телевизијских серија. Основано је 1970. године у Торонту.